# Нибелунг (порода кошек)
Нибелунг (Nebelung) — редкая порода домашних кошек. Она считается длинношёрстным вариантом русской голубой кошки. Представители этой породы замкнуты и не «горласты», но иногда могут громко мяукать, дожидаясь хозяина. Обладают не требующей ежедневного ухода голубой шерстью с серебристым тиккингом. Остевые волосы шерсти нибелунга отражают свет, тем самым создавая серебристый отлив. Окрас шерсти и подшёрстка — сплошной голубой. Порода названа в честь «порождения тумана» (от нем. Nebel — туман) из средневекового немецкого эпоса «Песнь о Нибелунгах» .

## История породы
Порода нибелунг была признана позже, чем порода русская голубая и поэтому гораздо менее известна. В 1986 году у кота по кличке Зигфрид и его длинношёрстной сестры Брунгильды родились котята. Эти котята стали первыми представителями породы. Первой организацией признавшей породу стала TICA. Она признала породу нибелунг в 1987 году, а в 1993 году породу признала TCA. С 1995 года породу признали WCF, CFF.

## Стандарт породы по системе WCF
- Тело: среднего размера, слегка растянутое, мускулистое, телосложение крепкое, общее впечатление грациозное. Нежная, стройная шея, длинные конечности, овальные лапы. Хвост длинный, со слегка округлым кончиком.
- Голова: клиновидная, средней длины. В профиль плоский лоб и прямой нос образуют выпуклый угол на уровне надбровий. Подушечки усов сильно подчеркнуты, подбородок достаточно сильный.
- Уши: большие, чуть заостренные. Несколько наклонены вперед. Внутренняя сторона уха опушена слабо, так что уши кажутся тонкими и почти прозрачными.
- Глаза: большие, овальные, широко расставленные. Цвет глаз-насыщенный зелёный. Возможен янтарный цвет глаз.
- Шерсть: средней длины, мягкой, шелковистой текстуры. Благодаря подшерстку густая, однако воротник и «штанишки» заметны не сильно.
- Окрас: сплошной голубой с отчётливым серебристым отливом (кончики волос имеют серебристый типпинг). Предпочтителен средний тон голубого.
- Мочка носа: серо-голубая.
- Подушечки лап: серо-розовые[2].

## Характер

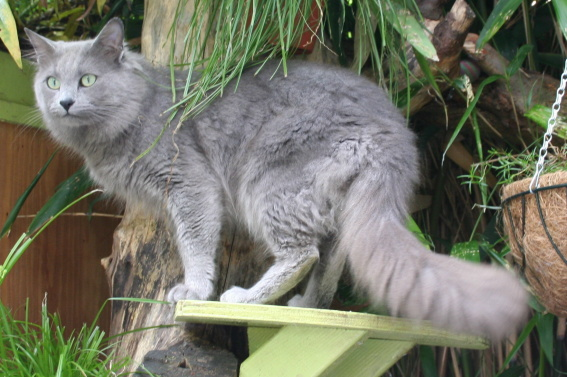
Кот породы Нибелунг

У кошек породы нибелунг тихий голос. Они очень общительны, но спокойны, ласковы и самостоятельны. Характер дерзкий: в ранние годы коты-нибелунги не любят гостей в доме и могут проявлять агрессию по отношению к ним, тем самым защищая свой дом, однако с домашними очень ласковы. Нибелунги хитры: всё понимают, но делают всё равно по-своему. Эта порода кошек — приятные собеседники и слушатели. За их шерстью требуется ухаживать примерно 1 раз в две недели. Именно она создаёт таинственное мерцание вокруг кошек породы нибелунг и является их отличительной чертой от кошек породы русская голубая.